# Montigny-sur-Chiers
 Montigny-sur-Chiers  es una población y comuna francesa, en la región de Lorena, departamento de Meurthe y Mosela, en el distrito de Briey y cantón de Longuyon.

## Demografía
| 665 | 622 | 574 | 511 | 507 | 443 |
| Para los censos de 1962 a 1999 la población legal corresponde a la población sin duplicidades (Fuente: INSEE [Consultar]) |     |     |     |     |     |